# Ambre (color)

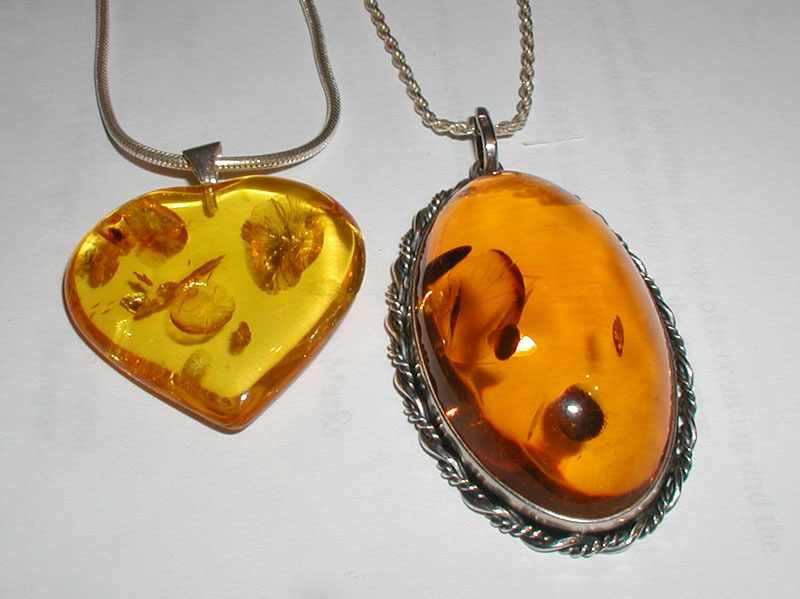
Penjolls d'ambre

L'ambre és un color taronja groguenc anomenat així fent referència a una resina fòssil procedent d'una conífera, contenint àcid succínic, coneguda com a ambre. Per això, l'ambre pot referir-se no sols a un, sinó a tota una sèrie de tonalitats de taronja, ja que la resina fossilitzada que li dona nom varia des de gairebé el groc quan és recent, a tocar el vermell quan envelleix. Aquest color s'utilitza en semàfors i en senyals intermitents d'automòbils.

## Usos i connotacions
L'ambre simbolitza l'energia. També és el color usat pel club anglès de futbol Hull City AFC. Els monitors d'ordinador VT220 també eren disponibles en ambre.

## Definició formal
En il·luminació en automoció, les normes UNECE indiquen que els intermitents de gir, les làmpades aïllades d'indicació de marges i els reflectors dels vehicles han de ser de color ambre. La seva definició segons l'espai de color CIE 1931 és la següent:
| Límit cap al verd  | {\displaystyle y\leq x-0.120}      |
| Límit cap al roig  | {\displaystyle y\geq 0.390}        |
| Límit cap al blanc | {\displaystyle y\geq 0.790-0.670x} |

La totalitat d'aquesta definició rau completament fora del gamut de l'espai de color sRGB, és a dir, un color tan pur no pot ser representat usant els colors primaris RGB. La mostra de color de la dreta s'ha realitzat agafant el centroide de la definició estàndard i movent-lo cap al punt blanc D65, fins que troba el triangle del gamut sRGB.